# Xiao Zhao (peintre)
Pour les articles homonymes, voir Xiao Zhao.
Xiao Zhao ou Hsiao Chao ou  Siao Tchao est un peintre chinois du XIIe siècle, originaire de Huze dans la province du Shanxi. Ses dates de naissance et de décès ne sont pas connues mais on sait qu'il est actif pendant une assez large période, 1130-1160.

## Biographie
Comme peintre, Xiao Zhao fait partie de l'Académie de Peinture de Hangzhou. Il est élève de Li Tang et peint des paysages et des figures.

## Réorganisation de l'Académie
À la suite du traité signé en 1141 par l'empereur Gaozong, l'Empire du Sud connait une paix relative. Gaozong s'engage à payer au vainqueur un lourd tribut. Les grandes familles exercent le mécénat à l'égard d'une petite bourgeoisie aux moyens insuffisants. À la tête de l'état, l'empereur s'efforce d'encourager les arts. Aussitôt rétabli le pouvoir à Hangzhou, l'empereur s'emploie à la réorganisation de l'Académie de peinture Huayuan. Il aime la peinture, il est bon calligraphe, et les hommes qui ont été des membres éminents du Huayuan à Kaifeng l'aident dans ses efforts. Parmi eux, le peintre de grand renom, Li Tang. Après la chute de Kaifeng, il reste deux années caché dans les bois où il fait la connaissance, d'étrange façon, d'un jeune vagabond, Xiao Zhao. Ce dernier, tenaillé par la faim et dans un instinct de survie, s'emploie à vider de son contenu le sac de Li Tang quand ce dernier le surprend.
La suite n'est pas celle à laquelle on peut s'attendre; animé d'une certaine compassion et suivant peut-être son instinct, Li Tang s'attache à ce jeune voleur et lui découvre très vite de grands dons artistiques. Xiao devient ainsi le disciple préféré du maître. Quand Li Tang prend la décision de se présenter à la cour, l'empereur reçoit le disciple avec le maître. Hangzhou qui devient alors une grande cité, « la plus belle du monde », écrit Marco Polo lorsque le vénitien visite Hangzhou  au début des Yuan.
D'après Li Chengsou, contemporain du maître mais plus jeune que lui, Li Tang peint à l'encre avec vigueur et concision, créant le vide au sein du plein. Xiao Zhao obtient l'effet contraire. Dans ses paysages brumeux, le plein semble naître du vide. L'artiste capable d'accorder ces deux styles dans l'unique mouvement de la métamorphose peut être classé d'emblée dans la « catégorie divine », au niveau le plus haut. Li Chengsou rappelle ici qu'il est demandé aux maitres du paysage de créer un « monde en petit » en lui communiquant le souffle de vie. S'ils n'ont pas atteint cette qualité suprême, Li Tang et Xiao Zhao transforment néanmoins les modes traditionnels. « D'un seul coup, avec une extraordinaire liberté, ils l'emportent sur les modernes et les anciens. Leur manière dépouillée et rapide les habilite à être classés dans la catégorie ‹divine›, ‹inspirée› ». L'éloge est presque sans réserve. Li Chengsou n'exige pas du peintre un pouvoir démiurgique. Il voit naître une conception du paysage qui, sans rompre avec le passé, s'ouvre à l'avenir.

## Musées
- Boston (Mus. of Fine Arts):
  - Cascade dans les rochers aux pins, éventail, attribué.
- Taipei (Nat. Palace Mus.):
  - Haute tour dans les montagnes surplombant un sombre paysage, dans le style de Li Tang, encre sur soie.
  - Paysage de rivière, couleurs sur soie.